# Matthias Kießling
Matthias „Kies“ Kießling (* 19. Mai 1956 in Steinheidel-Erlabrunn; † 24. Oktober 2021 in Sielow, Cottbus) war ein deutscher Sänger, Gitarrist, Keyboarder, Songschreiber und Komponist.

## Leben
Kießling wuchs in Johanngeorgenstadt auf und besuchte die Erweiterte Oberschule „Bertolt Brecht“ in Schwarzenberg/Erzgeb., wo er das Abitur ablegte. Danach schloss sich eine Berufsausbildung als Baufacharbeiter in Plauen an. Von 1977 bis 1981 studierte er Technologie des Wohnungs- und Gesellschaftsbaus an der Ingenieurhochschule in Cottbus.
Während seiner Studienzeit in Cottbus gründete er 1978 mit Scarlett Seeboldt, Jörg Kokott, Andrea Schlesewski, Steffen Junghans und Olaf Zimmermann die Folkband Wacholder, die als „Volkskunstkollektiv“ eingestuft wurde. Bereits 1979 erhielt er mit seiner Band die offizielle Genehmigung für selbstständige Auftritte. 1983 erschien die erste LP bei der DDR-Schallplattenfirma Amiga.
Bis zur vorläufigen Auflösung der Gruppe 2001 war Matthias Kießling Bandmitglied. Danach wurde er Keyboarder bei der deutsch-irischen Band Norland Wind.
Daneben bearbeitete er traditionelle sorbische Lieder für die Regionalprogramme von RBB und MDR, ferner legte er neue Kompositionen in sorbischer Sprache nach Texten zum Beispiel von Jurij Koch vor.

## Werke
Sein Soloalbum Unfolked wurde im Januar 2004 CD des Monats der Liederbestenliste.